# Drassodes longispinus
Drassodes longispinus är en spindelart som beskrevs av Yuri M. Marusik och Dmitri Viktorovich Logunov 1995. Drassodes longispinus ingår i släktet Drassodes och familjen plattbuksspindlar. Inga underarter finns listade i Catalogue of Life.